# Michael Bundesen
Michael Bundesen (født 12. maj 1949, død 8. november 2020 i Gentofte), nogle gange omtalt som Bonden, var en dansk sanger, sangskriver og tidligere radio- ("Morgennisserne" i Danmarks Radio) og tv-vært, mest kendt som forsanger for den danske popgruppe Shu-bi-dua.
I 1973 var han med til at starte Shu-bi-Dua sammen med Michael Hardinger. Han var forsanger i bandet frem til 1984, hvor han forlod bandet for at blive programchef på den nystartede Kanal 2. I 1987 vendte han tilbage til bandet og var forsanger frem til 2011, hvor han blev ramt af en blodprop, der gjorde ham lam i venstre side af kroppen. Han medvirkede på alle gruppens albums med undtagelse af Shu-bi-dua 11 (1985), og han har således været forsanger på langt størstedelen af gruppens hits.
Bundesen døde den 8. november 2020 efter et kort kræftforløb. Ved hans død blev han mindet ved flere lejligheder i både radio og tv.

## Opvækst og tidlig karriere
Michael Bundesen gik i folkeskole i Tårbæk og fortsatte sin ungdomsuddannelse på Ordrup Gymnasium. Herefter fuldførte han første del af jurastudiet.
Bundesen startede med at læse på Københavns Universitet, men flyttede kortvarigt til Aarhus og Aarhus Universitet i håb om, at studiet var sjovere der. Da det ikke indløste forventningerne flyttede han tilbage til København.
I årene 1968-1969 var han i Søværnet.
Han debuterede som forsanger i folk-trioen Quacks, som han blev medlem af i sommeren 1967. Gruppen udgav to singler i 1968, og herefter et enkelt album, hvorefter Bundesen forlod gruppen igen.
Han udgav sin første solo-singler i 1969.

## Shu-bi-dua

### Shu-bi-duas tilblivelse
I 1971 blev han ansat som vært på et musikønske-program for ældre på Danmarks Radios radiokanal P3, og, herigennem mødte han guitaristen Michael Hardinger, der også havde sin gang på radioen. Hardinger havde et fritidsband, der dengang hed Passport, og herigennem blev Bundesen tilbudt rollen som forsanger.
I 1973 udgav han sammen med bandet, der dengang bestod af guitaristerne Michael Hardinger, Poul Meyendorff, trommeslageren Bosse Hall Christensen, keyboardspilleren Jens Tage Nielsen og bassisten Niels Grønbech singlen "Fed Rock/Tynd Blues" med Bundesen som forsanger. Singlen blev en enorm succes. Bandet, der nu kaldte sig Shu-bi-dua (pga. koret, der lød "Shubidua shubidua" på "Fed Rock"), skulle oprindeligt have været en engangsforestilling, men udgav året efter (1974) i stedet et album kaldet Shu-bi-dua.

### Shu-bi-dua 2–10(1975 – 1983)
Da Shu-bi-duas første album mod forventning var blevet en stor succes, blev gruppen enige om at forsætte med en efterfølger, der fik titlen Shu-bi-dua 2. Op gennem 1970'erne fik Shu-bi-dua efterhånden mere og mere succes, hvor numre som "Den røde tråd", "Vuffeli-vov" og "Danmark" blev til. Efter den 7. plade, begyndte det dog at gå ned ad bakke, da den store succes medførte et større og større pres på gruppen og det morsomme og umiddelbare blev erstattet med strengere kvalitetsgrad og perfektionisme, hvilket var medvirkende til en større udskiftning i gruppen i slutningen af 1970'erne og starten af 1980'erne.[kilde mangler]

### Exit fra Shu-bi-dua (1984)
Efter en turbulent periode valgte Bundesen i 1984 at forlade Shu-bi-dua, hvor han blev tilbudt et job som programchef på den – dengang nystartede – Kanal 2 i København. Grundet uenighed om lønforholdene startede han sin egen københavner-tv-kanal.[kilde mangler]
I 1985 udgav Shu-bi-dua deres 11. studiealbum, som således er det eneste af gruppens album, hvor Bundesen ikke medvirker.

### Shu-bi-dua 12ogDen Røde Tråd(1987-1989)
Efter en pause på 3 år, valgte Michael Bundesen igen at træde ind i Shu-bi-dua. Genforeningen blev markeret med et nyt album, der fik titlen Shu-bi-dua 12. Pladen kom dog ikke i nærheden af de tidligere pladers succes. I stedet prøvede Shu-bi-dua kræfter med filmens verden, hvor de selv skrev og co-producerede filmen Den røde tråd, der heller ikke blev nogen succes.

### Shu-bi-dua 13–18(1992 – 2011)
Efter fiaskoen Den røde tråd gik der et par år, hvor Shu-bi-dua holdt lav profil. I 1992 begyndte dog at ske noget igen, da pladen Shu-bi-dua 13 så dagens lys. Pladen solgte stabilt, og Shu-bi-dua var igen et succesfuldt foretagende.
I 1998 blev han vært på musikquizzen Op på Tangenterne, der blev sendt på TvDanmark, efter lidt samme format som det senere Hit med Sangen, og Frans Bak og Sigurd Barrett var holdkaptajner. Der blev produceret 54 episoder indtil 1999.
De følgende år bevarede Shu-bi-dua deres popularitet blandt danskerne, og udsendte med jævne mellemrum nye plader. Derudover var de en regulær publikumssællert ved de danske sommerkoncerter.[kilde mangler]
Ifølge Ekstra Bladet skulle Bundesen i 2003 have været god for 15,3 mio. kr., som han havde tjent på Shu-bi-dua.

### Blodprop og kunstmaler (2011 - 2020)
Torsdag den 19. maj 2011 blev Michael Bundesen ramt af en blodprop i hjernen. I 2017 udtalte Bundesen i Billed-Bladet, at han havde mistet evnen til at synge, og derfor i stedet havde startet en karriere som kunstmaler.
Den 9. november 2013 modtog Shu-bi-dua "Æresprisen" ved Danish Music Awards, som blev overrakt til Michael Hardinger, Kim Daugaard og Michael Bundesen, som sad i kørestol.
Den. 25. september 2015 var Michael Bundesen, Michael Hardinger, Claus Asmussen, Jens Tage Nielsen, Bosse Hall Christensen og Niels Grønbech i Fredericia Teater i forbindelse med premieren på musicalen Shu-bi-dua - The Musical. Her blev de hyldet på scenen efter forestillingen for deres bidrag til dansk musik. Forestillingen blev den hurtigst sælgende i teatrets historie, og blev set af 170.000 mennesker.
I 2017 udkom podcasten Ærlig talt - Shu-bi-duas historie fortalt af Michael Bundesen, hvor radioværten Dan Rachlin interviewer Bundesen om hans liv og tid i Shu-bi-dua i fem afsnit.
Bundesen udgav sin selvbiografi Alting har en ende i 2018, som var skrevet i samarbejde med journalisten Kåre Sørensen. Den blev godt modtaget af anmelderne. hvor den modtog fire ud af seks stjerner i Berlingske.

## Soloprojekter
Bundesen solodebuterede allerede i 1969 med singlen "Når det bli'r forår igen". I 1973 kom endnu en solo-single, nemlig nummeret "Min kone og min mor".
I 1991 udsendte han sin version af Bing Crosbys juleklassiker "White Christmas" og i midten af 1990'erne bidrog han med flere børnesange i Åh Abe!-serien.
I 1995 udkom Michael Bundesens første reelle soloalbum Peters Jul; et album der er baseret på Johan Krohns børnebog fra 1866.

## Privatliv
Michael Bundesen er kendt for at værne om sit privatliv.
Bundesen er far til Nanna og Nikolaj fra sit første ægteskab samt Karl Gustav Løhr, som han fik med skuespilleren Tone Løhr. Datteren Nanna har fungeret som manager for Shu-bi-dua og har derfor rejst med dem på turne. Som barn var Nikolaj også med bandet rundt flere gange. I dag er han manager for Rasmus Seebach.
I mange år boede han i en villa på 450 m2 i Skovshoved, men i 2014 blev den sat til salg, da den var i flere etager og derfor for upraktisk efter at han var kommet til at sidde i kørestol.

### Sygdom
19. maj 2011 blev Michael Bundesen ramt af en blodprop i hjernen.
De første meldinger lød på at han ikke var i livsfare, men at en intensiv genoptræningsproces var nødvendig. Han kom først hjem igen i 2012. Blodproppen satte Shu-bi-dua på pause på ubestemt tid, og i 2013 blev det meldt ud, at bandet ikke ville genopstå.
I efteråret 2018 brækkede Bundesen en ryghvirvel ved et fald under sin genoptræning.

### Død
Michael Bundesen døde i en alder af 71 år den 8. november 2020 efter kort tids sygdom med kræft.
Flere medlemmer af Shu-bi-dua og andre musikere udtrykte deres sorg over sangerens død.
Michael Hardinger skrev til TV 2 Lorry at "Det er med stor, stor sorg, jeg erfarer, at Bunde er død" og det "kommer ... som et chok for mig".  Han kaldte ham også for "et kæmpe energibundt, der fik tusind ideer og kæmpede stædigt for dem. Han var samtidig et gudsbenådet talent af en sanger og en helt vildt sjov fyr."
Bosse Hall Christensen udtalte at "Jeg er dybt chokeret. Han var jo syg, men jeg havde ikke forventet, han skulle dø lige nu – sådan er det jo ofte med folk, man kender. Derfor kommer det som et chok for mig" og at han huskede Bundesen som "en karismatisk mand med et stort sangtalent."
Den danske dj og musikproducer Chief 1 udtalte "Jeg er knust. Trist. Ked af det. Det har rørt mig virkelig meget. Det er også følelsen af, at en del af ens barndom og ungdom ligesom bliver lukket."
Flere andre kendte mindedes sangeren på deres profiler på forskellige sociale medier. Disse talte bl.a. Puk Elgård, Anders Breinholt, Anders Hemmingsen og Pia Kjærsgaard.
I anledning af hans død blev Bundesen mindet på flere forskellige måder i Danmarks Radio.
Aftenshowet på DR den 9. november omhandlede Bundesens betydning for den danske sangskat. Samme aften sendte kanalen dokumentaren Fluer i Kødbyen - Historien om det originale Shu-bi-dua (2016) instrueret af Janus Køster-Rasmussen. På DR P5 blev der sendt et mindeprogram med Jørgen de Mylius om aftenen den 9. november i stedet for det normale Hithouse.
Fredag d. 13. november sendte DR programmet Fællessang – hver for sig med værterne Mads Steffensen og Phillip Faber med Shu-bi-dua-numre. Radioværten Søren Rebbe på P5 udvalgte fem af Shu-bi-duas mest oversete sange og kaldte Bundesen for "den perfekte forsanger og second to none".

## Diskografi

### Solo
- "Min Kone og Min Mor" (1973)

### Med Quacks
- Danish Design (1968)

### Med Passport
- "Change Of The Guard" (1973)

### Med Shu-bi-dua
- Shu-bi-dua, 1974
- Shu-bi-dua 2, 1975
- Shu-bi-dua 3, 1976
- Shu-bi-dua 4, 1977
- 78'eren, 1978
- Shu-bi-dua 6, 1979
- Shu-bi-dua 7, 1980
- Shu-bi-dua 8, 1982
- Shu-bi-dua 9, 1982
- Shu-bi-dua 10, 1983
- Shu-bi-dua 12, 1987
- Shu-bi-dua 13, 1992
- Shu-bi-dua 14, 1993
- Shu-bi-40, 1993
- Shu-bi-dua 15, 1995
- Shu-bi-du@ 16, 1997
- Shu-bi-dua 17, 2000
- Shu-bi-dua 18, 2005

### I samarbejde med andre kunstnere
| År   | Album                     | I Samarbejde med         | Kommentar                                                                                        |
| 1981 | Michael Hardinger         | Sanne Salomonsen         | Duet med Salomonsen på nummeret "Dans med mig"                                                   |
| 1984 | Rap Road (Maxisingle)     | 1st Avenue               | Kor på nummeret "Rap Road"                                                                       |
| 1989 | Elvis Hansen              | Steen Springborg         | Duet med Steen Springborg på nummeret "Vi elsker Elvis"                                          |
| 1990 | Dyrene i Hakkebakkeskoven | Mek Pek                  | Bundesen spiller Bagermester Harepus, hvor han synger "Peberkagebage sangen" sammen med Mek Pek. |
| 1990 | Andemix                   | Diverse kunstnere        | Synger nummeret '"ak for det, Anders And"                                                        |
| 1991 | Ronja Røverdatter         | Sebastian                | Synger numrene "Mattissang", "Store Vaskedag" og "Forbrødringssang"                              |
| 1991 | Last Christmas (single)   | Lonnie Devantier         | Synger duet med Lonnie Devantier på Wham-nummeret "Last Christmas"                               |
| 1994 | Sangene fra Vildbassen    | Diverse kunstnere        | Synger nummeret "Der er så skønt på landet"                                                      |
| 1999 | Olsen-bandens første kup  | Diverse kunstnere        | Synger nummeret "Det nye år"                                                                     |
| 2005 | Be My Guest               | Flemming Bamse Jørgensen | Duet med Bamse på Elvis-nummeret "Good Lock Charm"                                               |
| 2006 | Halfdan                   | Jan Rørdam               | Album af Bundesen og Jan Rørdam, baseret på tekster af Halfdan Rasmussen                         |
| 2010 | Nedtur (download)         | Krisekoret               | Synger kor på nummeret "Nedtur"                                                                  |